# Emily Williams

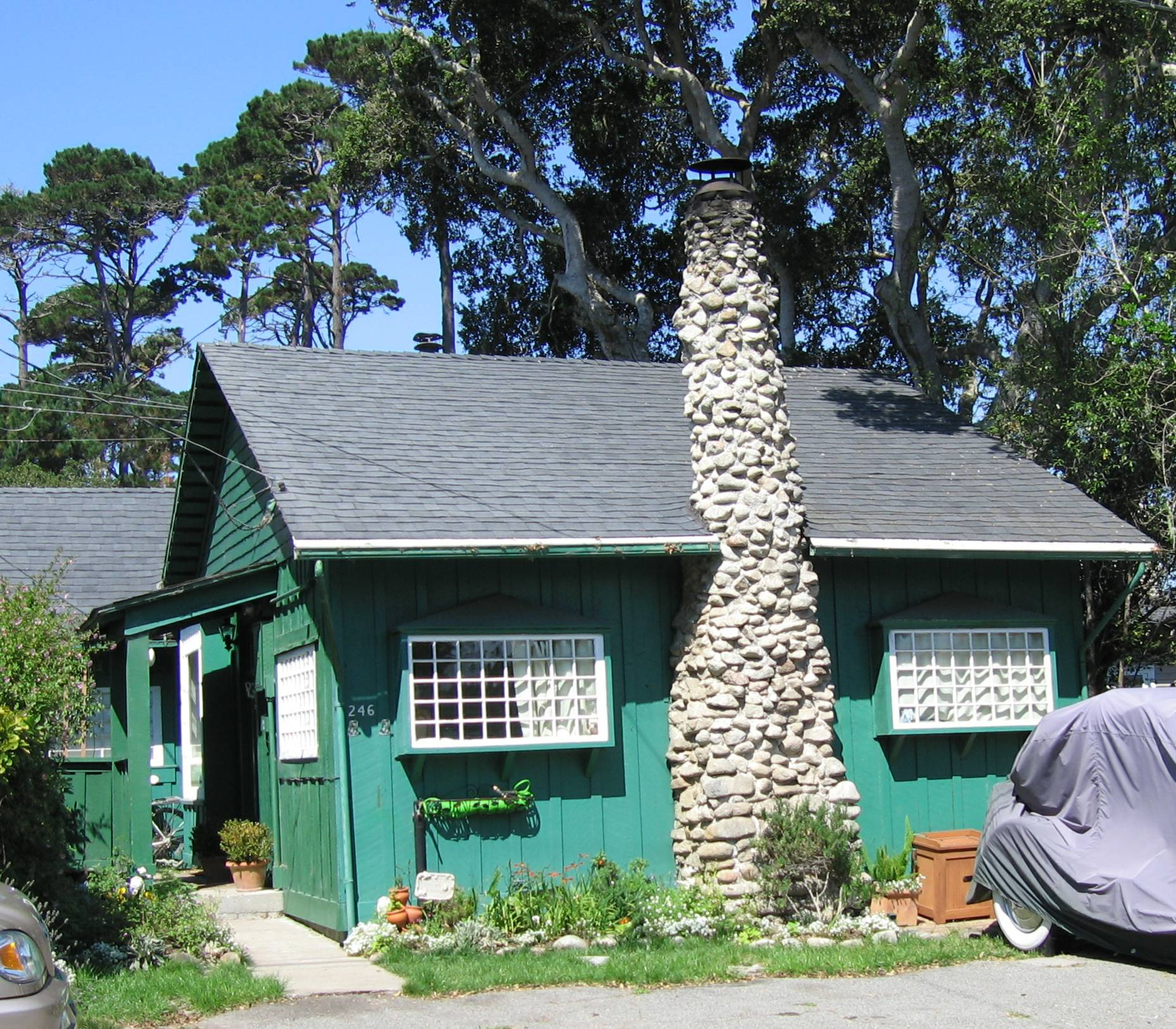
Cabaña de Williams y Palmer, Pacific Grove, 1903

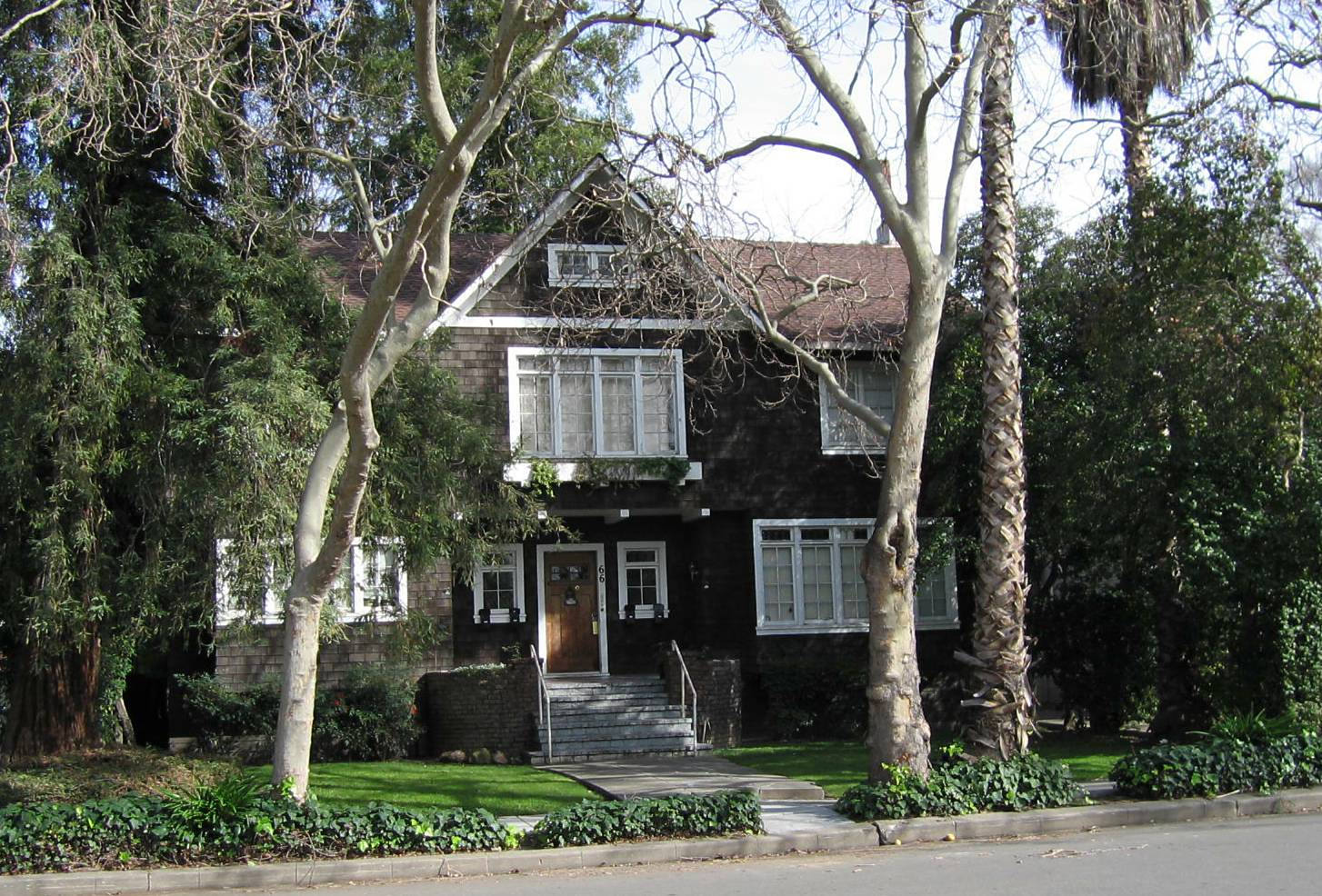
Casa Palmer, San José, 1906

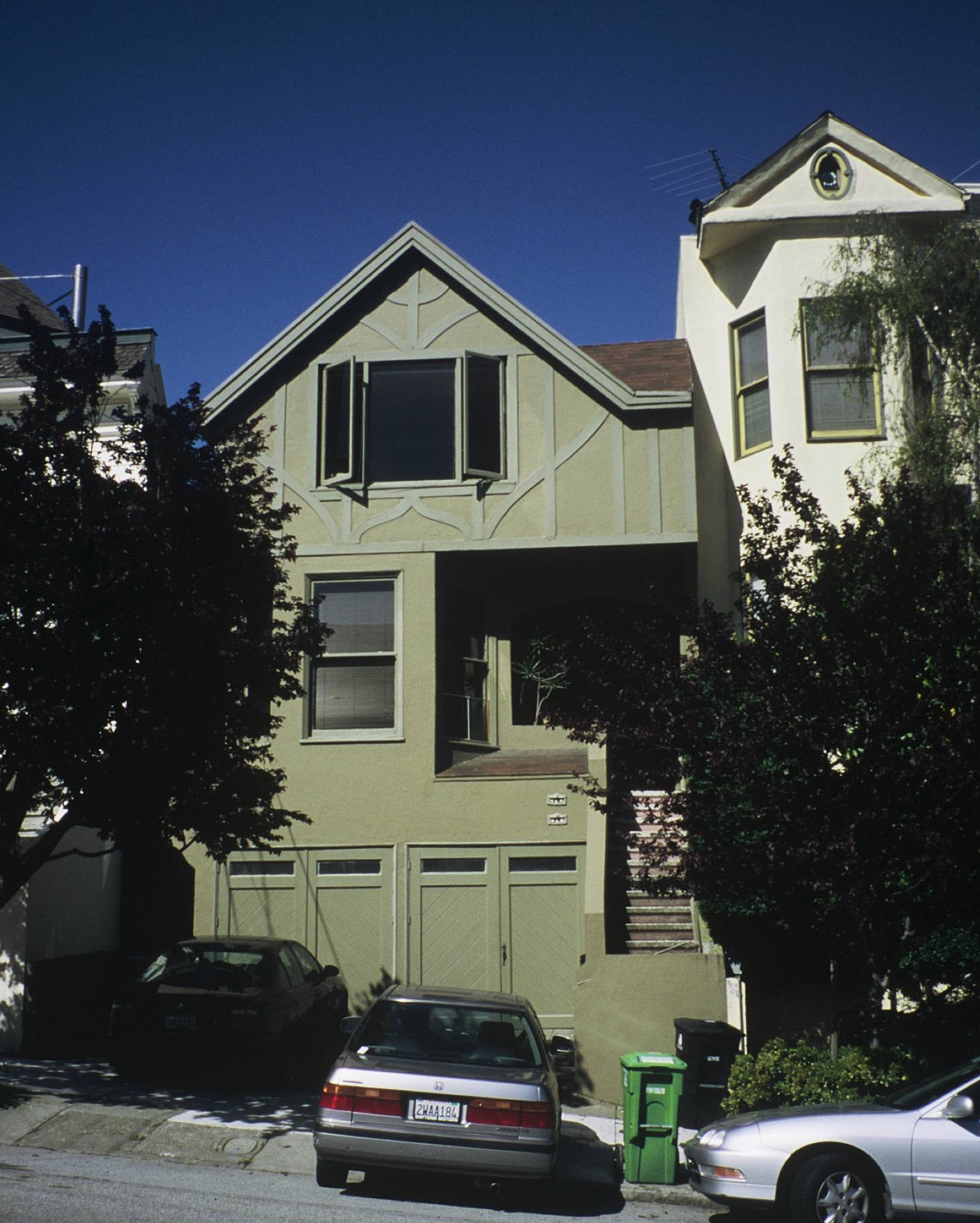
Casa Cassidy, San Francisco, 1924

Emily Eolian Williams (San José, 25 de septiembre de 1869 - Los Gatos, 1942), fue una arquitecta estadounidense, una de las primeras de San José, California. Trabajó activamente en Pacific Grove, San Francisco y San José.

## Primeros años
Emily Williams nació en San José, California, en 1869. Su padre Edward Williams fue el presidente de la compañía de agua de San José y su madre Emily Miree. 
Estudió en California State Normal School en San José y en la Universidad del Pacífico. Después de la muerte de su padre, a finales de 1901 se mudó a San Francisco y estudió dibujo en la California High School of Mechanical Arts.
Luego de graduarse, ella intentó conseguir trabajo en estudios de arquitectura. Luego de ser rechazada por ser mujer, decidió financiar su primer proyecto con la herencia de su padre. Construyó una cabaña en Pacific Grove con la ayuda de su compañera de vida Lillian McNeill Palmer en 1904. Al ser muy extraño que dos mujeres llevaran a cabo la tarea de construcción sin la ayuda de plomeros o albañiles, Williams y Palmer causaron conmoción y captar la atención de los medios de comunicación locales.  Esto le permitió conseguir su primer encargo para construir una casa en Berkeley para Lucy Mabel Pray. Ese mismo año su propia hermana, Edith Williams, le encargó tres cabañas. Gracias a estas cabañas y la casa de Berkeley Williams se dio a conocer.

## Trayectoria
Entre 1903 y 1910, Williams diseñó y construyó al menos siete viviendas en Pacific Grove, así como también un mirador y la casa club del Women's Civic Improvement Club.
Trabajó para clientes de alto nivel económico e intelectual como la Doctora Anna Lukens, la primera mujer en ser admitida a la Escuela Farmacéutica de Filadelfia y una de las primeras médicas de los Estados Unidos, Jessie Jordan, la esposa del presidente fundador de Universidad Stanford, y Gertrude Austin, esposa de un alcalde de San José.
En 1908 Williams y Palmer viajaron a Europa y Asia. En Viena, Williams reforzó sus conocimientos con clases de arquitectura clásica. De regreso del viaje a Europa, Williams tuvo pocos encargos.
En 1911 fue contratada por William A. Howell de Bakersfield para diseñar su casa de vacaciones, una casa en San Francisco y unas cabinas temporales para la compañía Alaska Garnet Mining and Manufacturing, la cual era liderada por mujeres y tuvo presencia en la Panama-Pacific International Exposition de 1915 en San Francisco.
Williams falleció en 1942 en Los Gatos de una enfermedad cardíaca y complicaciones relacionadas con una condición asmática que padeció durante toda su vida.

## Obras
Entre sus obras se mencionan:
- 1904. Cabaña en 246 Chestnut, Pacific Grove.
- 1904. Tres cabañas en 242 Chestnut, y 241  - 243 Alder, Pacific Grove.
- 1904. Vivienda para Lucy Mabel Pray, en Berkeley.
- 1906. Vivienda para Dr. Anna Lukens, en 529 Ocean View, Pacific Grove.
- 1906. Viviendas para familia Donald & Annie Palmer en San José.
- 1906. Vivienda para Gertrude Austin, San Francisco.
- 1906. Vivienda en calle South Priest 66 (ahora calle 66 14th 66), San José.
- 1906. Vivienda para el Reverendo George Foote, calle Spencer 475, San José.
- 1909. Remodelación Deer Park Inn, Cerca de Tahoe.
- 1909. Cabaña para Alice Wright, Alameda.
- 1910.  Cabaña propia "Wake Robin", Santa Cruz.
- 1913.  Vivienda para Ing. Walter McIntire, calle South 17th 117, San Jose.
- 1915. Exposición Internacional Panama Pacific.
- 1924. Vivienda Cassidy, San Francisco.
- Década del 20. Tres viviendas en San Francisco. Avenida 36 426, calle Mississippi 424-6, calle Broadway 1027-31.
- Década del 20. Vivienda propia en Los Gatos.
- Sin fecha. Vivienda en Carmel.
- Vivienda para W.S. Richard en Avenida Grand 119.